# الفبای آوایی نظامی متفقین

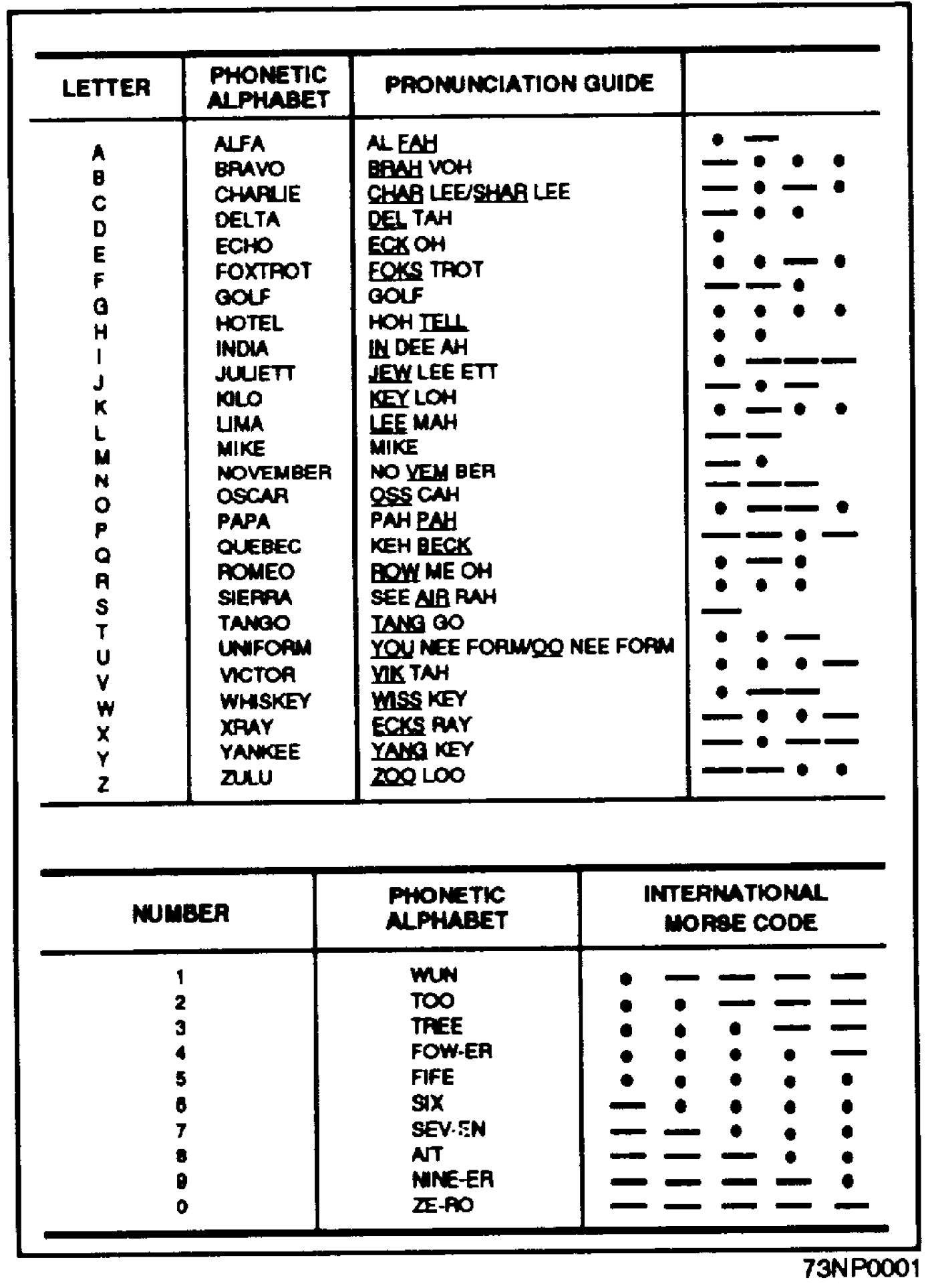
الفبای آوایی و کد مورس ناتو از راهنمای آموزشی نیروی دریایی ایالات متحده آمریکا

الفبای آوایی نظامی متفقین مجموعه‌ای از کلمات رمزگذاری شده بود که توسط نیروهای متفقین در جنگ جهانی دوم استفاده می‌شد. این کلمات برای نمایش هر حرف الفبای لاتین استفاده می‌شدند. به عنوان مثال، برای حرف"A" از واژه "Alpha" و برای حرف "B" از واژه "Bravo" استفاده می‌شد. هدف از استفاده از این الفبای آوایی، تسهیل ارتباطات بین نیروهای متفقین از کشورهای مختلف بود. استفاده از این الفبای آوایی، به نیروهای متفقین کمک می‌کرد تا واژه‌ها را به راحتی و بدون سوءتفاهم هجی کنند.
ارتش‌های متفقین، عمدتاً ایالات متحده و بریتانیا، دارای الفبای آوایی رادیوتلفونی مخصوص به خود بودند که ریشه در جنگ جهانی اول داشت. این الفبای آوایی در سرویس‌های مختلف دو کشور به‌طور جداگانه تکامل یافته بود. این امر باعث می‌شد که برقراری ارتباط بین نیروهای متفقین دشوار شود. به همین دلیل، در سال ۱۹۴۱، یک الفبای آوایی مشترک برای نیروهای متفقین تصویب شد. این الفبای آوایی، که به نام الفبای آوایی نظامی متفقین شناخته می‌شود، از کلماتی استفاده می‌کرد که به راحتی تلفظ می‌شدند و از یکدیگر متمایز بودند.